# Шенон (река)
Шенон (енгл. River Shannon, ир. Abha na Sionainne, an tSionainn, an tSionna) најдужа је ирска река са дужином од 360,5 km. Дуж свог тока гради басен који покрива површину од 15.695 km² што представља петину површине Ирске. Река дели Ирско острво на западни део (провинцију Конот) од остатка провинција, при чему представља природну препреку са око тридесет пет места за прелаз дуж целог тока реке. Шенон је важна саобраћајница од Античког доба. Славни хеленски географ и астролог Клаудије Птолемеј ју је уцртао у мапу у 2. веку.
Река је добила име по келтској богињи Шана (ир. Sionna).